# Hilarempis dasytibia
Hilarempis dasytibia är en tvåvingeart som beskrevs av Smith 1969. Hilarempis dasytibia ingår i släktet Hilarempis och familjen dansflugor. Inga underarter finns listade i Catalogue of Life.